# Henrik Oldenburg
Johan Frans Henrik Oldenburg, född 19 mars 1830 i Lidköping, död 27 oktober 1896 i Maria Magdalena församling i Stockholm, var en svensk numismatiker.
Henrik Oldenburg var son till majoren och postmästaren Johan Abraham Oldenburg. Han anställdes 20 år gammal vid Gustavsbergs porslinsfabrik, där han avancerade till kontorschef och stannade till sin död. Oldenburg skapade en betydande numismatisk samling. Huvuddelen av hans medaljsamling såldes redan 1883 för 60.000 kronor till Göteborgs museum, där den kom att utgöra huvuddelen av myntkabinettet. Hans svenska mynt och de återstående medaljerna såldes 1897–1899 för 180.000 kronor hos Bukowskis, som även auktionerade bort Oldenburgs tavlor, vapen, miniatyrer och konstindustriföremål. Oldenburgs främsta insats som numismatiker var den 1883 utgivna katalogen Beskrifvning öfver J. F. H. Oldenburgs samling af svenska, svenska besittningarnes och landtgrefven Fredriks hessiska mynt. Genom den detaljerade beskrivningen och tydliga uppställningen var hans verk länge en handbok för svenska samlare, och kom att uppmärksamma ett noggrant studium av varianter. Oldenburg är begravd på Sandsborgskyrkogården i Stockholm.